# Абед Эльрахим Абу Закрра
Абед Эльрахим Абу Закрра (араб. عبد الرحيم ابو ذكري‎, Abed Elrahim Ahmed Abed Elrahim, 1943 — 6 октября 1989 года) — суданский писатель, поэт и переводчик. Выпускник Университета дружбы народов им. П. Лумумбы (1969).

## Биография
Абед Эльрахим Абу Закрра родился в 1943 году в маленькой деревушке Тангасси Эль-Сук (Tangassi El-soeq) в северной части Судана недалеко от города Мероэ (Meroë). Начальное образование получил на своей родине, потом уехал в город Кости, расположенный в штате Белый Нил для получения дальнейшего образования. Учился в средней школе Хор-Такатт (Khorr Taqatt) в штате Северный Кордофан, Западный Судан.
Высшее образование Абед Эльрахим получил в Москве, поступив учиться в Российский университет дружбы народов. Там он получил степень магистра по русскому языку и литературе. В 1971 году получил диплом по двуязычному арабско-русскому переводу. По окончании учёбы работал секретарём-редактором (1976—1978) и руководителем журнала суданской культуры в арабском издательстве «Аль-Такааффа эль-ссоданей» («الثقافة السودانية»), который издавался в Хартуме. Ныне его издание прекращено. Позднее Абед Эльрахим Абу Закрра работал преподавателем в Хартумском университете на факультете искусств. Последние десять лет jy прожил в США, занимался литературными переводами с арабского языка.
В 1987 году Абед Эльрахим получил от Академия наук СССР степень доктора философии.
Абед Эльрахим является видным суданским поэтом, известным своими произведениями, написанными в 1960-х и 1970-х годах. В разное время он публиковался во многих суданских газетах и журналах, включая журнал «Арабский мир». Его произведение «Путешествие по ночам» (на арабском:الرحيل فى الليل") было опубликовано в 1973 году издательством «U of K».
Поэт скончался в Москве 16 октября 1989 года. Перед смертью он сжёг часть своих произведений.